# Proales doliaris
Proales doliaris är en hjuldjursart som först beskrevs av Rousselet 1895.  Proales doliaris ingår i släktet Proales och familjen Proalidae. Inga underarter finns listade i Catalogue of Life.